# Observatoire des armements
L'Observatoire des armements est un centre indépendant d'expertise et de documentation, à but non lucratif, fondé en 1984 à Lyon (France) par Bruno Barrillot, Patrice Bouveret et Jean-Luc Thierry.

## Activités
Le CDRPC développe un réseau et un centre d'expertise et de documentation autour de plusieurs thématiques : les exportations d'armements, les armes nucléaires et les conséquences de leurs essais. Il mène des travaux de recherche et des actions de plaidoyer auprès des autorités publiques pour un contrôle démocratique des activités de défense et de sécurité en France et en Europe, en faveur du désarmement. Il publie sur ces sujets des ouvrages et la revue Damoclès, intervient dans des conférences, les médias et les réseaux sociaux. Il a joué un rôle prépondérant dans la reconnaissance par l'État français des conséquences néfastes des essais nucléaires sur les militaires et les civils qui y ont participé et sur les populations et l'environnement. Il a été à l'origine de l'adoption par le Parlement de la loi du 5 janvier 2010 permettant l'indemnisation des victimes en Algérie, en Polynésie ou en métropole.
L'Observatoire des armements a été membre actif de deux campagnes qui ont reçu le prix Nobel de la paix :
- En 1997, la Campagne internationale pour l'interdiction des mines antipersonnel (ICBL). La Convention sur l'interdiction des mines antipersonnel a été signée le 3 décembre 1997.

- En 2017, la Campagne internationale pour l'abolition des armes nucléaires (ICAN) qui a abouti, le 7 juillet 2017, à l'adoption par l'ONU du Traité sur l'interdiction des armes nucléaires signé par 122 États. La France a refusé de participer aux négociations sur ce traité. L'Observatoire est membre actif de la branche française d'ICAN et héberge son siège.

## Publications
L'Observatoire des armements publie la Revue Damoclès, des études et des rapports qui constituent des moyens complémentaires d'informations pour comprendre les mécanismes de la militarisation et agir en connaissance de cause pour le désarmement.